# 朱爾·迪普雷
朱爾·迪普雷（Jules Dupré）是一位法國畫家，也是巴比松畫派的主要成員之一。朱爾·迪普雷的作品以悲劇和戲劇性為主，與抒情派讓-巴蒂斯·卡米耶·柯洛和泰奧多爾·盧梭相異。
1831年，朱爾·迪普雷作品首先在沙龍展出現，三年後獲得二等獎。之後他來到英格蘭，深受约翰·康斯特勃影響。從那時起，他學會如何表達自然運動，因為南安普敦和普利茅斯地區有寬闊的風景（水，天空與地面），朱爾·迪普雷學會描述暴風雨、被風吹動樹葉。

## 外部連結
- Environs de Plymouth （页面存档备份，存于） - Rehs Galleries' biography on Jules Dupré and an image of his early painting Environs de Plymouth.
- WorldCat 聯合目錄中朱爾·迪普雷的著作或與之相關的著作
- Degas: The Artist's Mind （页面存档备份，存于）, exhibition catalog from The Metropolitan Museum of Art fully available online as PDF, which contains material on Jules Dupré (see index)